# Japan Soccer League 1986-1987
La stagione 1986-1987 è stata la ventiduesima edizione della Japan Soccer League, massimo livello del campionato giapponese di calcio.

## Avvenimenti

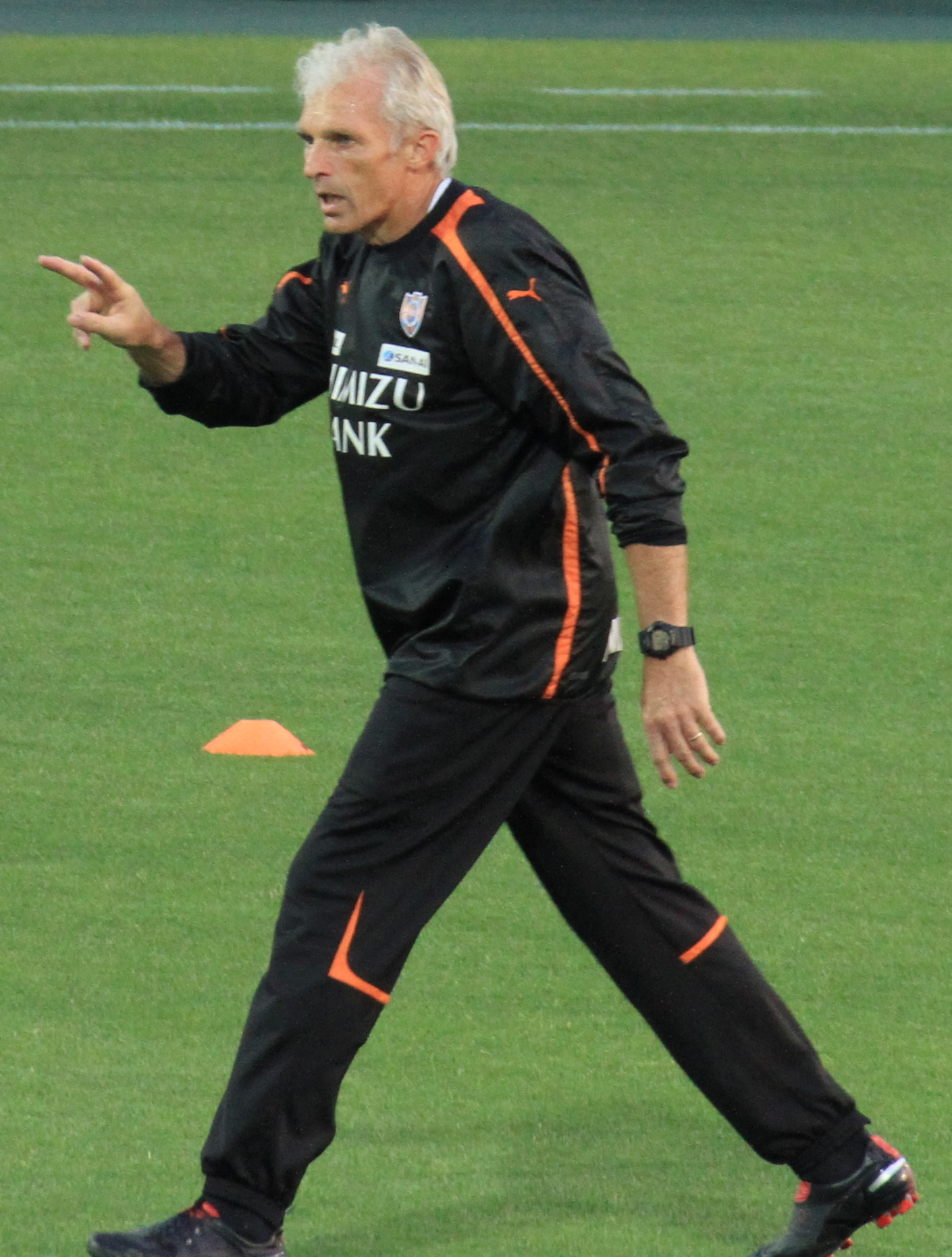
Dido Havenaar: ingaggiato dal Mazda nel precampionato, al termine della stagione sarà incluso nel miglior undici del torneo.

### Antefatti
Notevole fu l'afflusso di giocatori provenienti da club stranieri, grazie all'erogazione di speciali licenze per giocatori professionisti che, di fatto, aprirono la strada al professionismo nella Japan Soccer League: il primo fu Yasuhiko Okudera, tornato al Furukawa Electric dopo una lunga militanza nella Bundesliga, seguito da Gaúcho dello Yomiuri e da Dido Havenaar del Mazda. Per quanto riguarda gli allenatori, George Yonashiro prese la guida tecnica dello Yomiuri affiancato da Dino Sani, iniziando a svecchiare la rosa con l'introduzione di un consistente numero di giovani (fra cui Nobuhiro Takeda, che otterrà il titolo di miglior esordiente); Shū Kamo riprese il pieno controllo tecnico del Nissan Motors mentre, nel secondo raggruppamento, la All Nippon Airways affidò a Toshihiko Shiozawa la panchina della propria squadra in sostituzione dell'esonerato Naoki Kurimoto.

### Il campionato
Il primo raggruppamento vide un'accesa lotta al vertice fra i vicecampioni del Nippon Kokan, un rinnovato Yomiuri e il redivivo Mitsubishi Heavy Industries; ottenendo una striscia positiva di sette risultati utili consecutivi, già a partire dalla seconda giornata il Nippon Kokan assumerà il comando della classifica mantenendolo fino a febbraio, quando in seguito a due sconfitte di fila sarà sopravanzato dal Mitsubishi Heavy Industries e dallo Yomiuri. L'inizio del girone di ritorno vedrà lo Yomiuri prendere progressivamente il largo sulle altre due contendenti: dopo essere giunta al giro di boa appaiata alle altre due contendenti, la squadra se ne distaccherà arrivando alla vigilia della terzultima giornata con due punti di vantaggio su Mitsubishi Heavy Industries e tre sul Nippon Kokan. Decisivi, per il verdetto finale, furono i risultati delle ultime quattro gare: pur perdendo tre incontri (di cui due consecutivi), allo Yomiuri saranno sufficienti due punti (ottenuti prevalendo nello scontro diretto con il Mitsubishi Heavy Industries del 10 maggio) per ottenere il terzo titolo nazionale e l'esordio sul palcoscenico continentale; inutile si rivelerà l'aggancio del Nippon Kokan che, pur avendo raggiunto lo Yomiuri in vetta all'ultima giornata, risulterà secondo per via di una peggiore differenza reti. In fondo alla classifica, assieme a un Hitachi rimasto schiacciato sul fondo sin dalle prime battute del torneo, cadde l'esordiente Matsushita Electric, tradito da un finale di campionato negativo in cui perse entrambi gli scontri diretti con le deludenti Honda Motor e Yamaha Motors.
Il secondo raggruppamento vide il pronto ritorno in massima divisione del Sumitomo Metals, che dominando i rispettivi gironi guadagnò la promozione assieme al Toyota Motors, al ritorno in massima serie dopo quasi dieci anni di assenza. I gruppi validi per la retrocessione videro invece anche la partecipazione, nel girone per la regione orientale, dell'ANA Yokohama, non ancora ripresosi dai fatti controversi della stagione precedente e salvatasi agevolmente a scapito del TDK. Nel gruppo retrocessione per la regione occidentale, una peggior differenza reti rispetto all'NTT Kansai determinò la discesa del Kyoto Police nelle leghe regionali.

## Squadre

### Profili
Division 1
| Club partecipanti   | Club partecipanti | Città     | Stagione 1985-1986              |
| ------------------- | ----------------- | --------- | ------------------------------- |
| Fujita              | dettagli          | Tokyo     | 4° in JSL Division 1            |
| Furukawa Electric   | dettagli          | Yokohama  | Campione del Giappone           |
| Hitachi             | dettagli          | Kashiwa   | 8° in JSL Division 1            |
| Honda Motor         | dettagli          | Hamamatsu | 3° in JSL Division 1            |
| Matsushita Electric | dettagli          | Osaka     | 1° in JSL Division 2 (promosso) |
| Mazda               | dettagli          | Hiroshima | 2° in JSL Division 2 (promosso) |
| Mitsubishi HI       | dettagli          | Tokyo     | 7° in JSL Division 1            |
| Nippon Kokan        | dettagli          | Kawasaki  | 2° in JSL Division 1            |
| Nissan Motors       | dettagli          | Yokohama  | 5° in JSL Division 1            |
| Yamaha Motors       | dettagli          | Iwata     | 6° in JSL Division 1            |
| Yanmar Diesel       | dettagli          | Osaka     | 10° in JSL Division 1           |
| Yomiuri             | dettagli          | Tokyo     | 9° in JSL Division 1            |

Division 2
| Club partecipanti | Club partecipanti | Città      | Stagione 1985-1986                  |
| ----------------- | ----------------- | ---------- | ----------------------------------- |
| ANA Yokohama      | dettagli          | Yokohama   | 12° in JSL Division 1 (retrocesso)  |
| Cosmo Oil         | dettagli          | Yokkaichi  | 1° nei playoff regionali (promosso) |
| Fujitsu           | dettagli          | Kawasaki   | 8° in JSL Division 2                |
| Kawasaki Steel    | dettagli          | Okayama    | 2° nei playoff regionali (promosso) |
| Kofu Club         | dettagli          | Kōfu       | 4° in JSL Division 2                |
| Kyoto Police      | dettagli          | Kyoto      | 10° in JSL Division 2               |
| Nippon Steel      | dettagli          | Kitakyūshū | 7° in JSL Division 2                |
| NTT Kansai        | dettagli          | Kyoto      | 4° nei playoff regionali (promosso) |
| Osaka Gas         | dettagli          | Osaka      | 11° in JSL Division 2               |
| Sumitomo Metals   | dettagli          | Kashima    | 11° in JSL Division 1 (retrocesso)  |
| Seino             | dettagli          | Gifu       | 9° in JSL Division 2                |
| Tanabe Pharma     | dettagli          | Osaka      | 5° in JSL Division 2                |
| TDK               | dettagli          | Nikaho     | 12° in JSL Division 2               |
| Toho Titanium     | dettagli          | Chigasaki  | 3° nei playoff regionali (promosso) |
| Toshiba           | dettagli          | Kawasaki   | 3° in JSL Division 2                |
| Toyota Motors     | dettagli          | Susono     | 6° in JSL Division 2                |

### Allenatori
Division 1
| Club                | Allenatore         |
| ------------------- | ------------------ |
| Fujita              | Hidemitsu Nakamura |
| Furukawa Electric   | Eijun Kiyokumo     |
| Hitachi             | Yoshikazu Nagaoka  |
| Honda Motor         | Masakatsu Miyamoto |
| Matsushita Electric | Yoji Mizuguchi     |
| Mazda               | Kazuo Imanishi     |
| Mitsubishi HI       | Kuniya Daini       |
| Nippon Kokan        | Yoshimasa Fukumura |
| Nissan Motors       | Shū Kamo           |
| Yamaha Motors       | Ryūichi Sugiyama   |
| Yanmar Diesel       | Kuniya Mita        |
| Yomiuri             | George Yonashiro   |

Division 2
| Club partecipanti | Allenatore         |
| ----------------- | ------------------ |
| ANA Yokohama      | Toshihiko Shiozawa |
| Cosmo Oil         | Mitsuo Kamata      |
| Fujitsu           | Mitsuo Fuke        |
| Kawasaki Steel    | Seiichi Kun        |
| Kofu Club         | Kenji Tahara       |
| Kyoto Police      | Sconosciuto        |
| Nippon Steel      | Hisao Kaneko       |
| NTT Kansai        | Sconosciuto        |
| Osaka Gas         | Sconosciuto        |
| Sumitomo Metals   | Atsushi Nomiyama   |
| Seino             | Sconosciuto        |
| Tanabe Pharma     | Yoshiyuki Ogino    |
| TDK               | Sconosciuto        |
| Toho Titanium     | Akira Orido        |
| Toshiba           | Takeo Takahashi    |
| Toyota Motors     | Kenji Soga         |

## Classifiche finali

### JSL Division 1
|                     | Pos. | Squadra             | Pt | G  | V  | N  | P  | GF | GS | DR  |
| ------------------- | ---- | ------------------- | -- | -- | -- | -- | -- | -- | -- | --- |
| Giappone (bandiera) | 1.   | Yomiuri             | 29 | 22 | 11 | 7  | 4  | 35 | 18 | +17 |
|                     | 2.   | Nippon Kokan        | 29 | 22 | 11 | 7  | 4  | 30 | 17 | +13 |
|                     | 3.   | Mitsubishi HI       | 28 | 22 | 9  | 10 | 3  | 23 | 14 | +9  |
|                     | 4.   | Furukawa Electric   | 26 | 22 | 10 | 6  | 6  | 26 | 17 | +9  |
|                     | 5.   | Nissan Motors       | 24 | 22 | 10 | 4  | 8  | 35 | 24 | +11 |
|                     | 6.   | Yanmar Diesel       | 24 | 22 | 8  | 8  | 6  | 21 | 22 | -1  |
|                     | 7.   | Mazda               | 23 | 22 | 6  | 11 | 5  | 17 | 17 | 0   |
|                     | 8.   | Fujita              | 22 | 22 | 8  | 6  | 8  | 24 | 22 | +2  |
|                     | 9.   | Honda Motor         | 20 | 22 | 6  | 8  | 8  | 20 | 24 | -4  |
|                     | 10.  | Yamaha Motors       | 17 | 22 | 3  | 11 | 8  | 11 | 22 | -11 |
|                     | 11.  | Matsushita Electric | 16 | 22 | 5  | 6  | 11 | 23 | 38 | -15 |
|                     | 12.  | Hitachi             | 6  | 22 | 1  | 4  | 17 | 13 | 43 | -30 |

Legenda:

      Campione del Giappone e ammessa al Campionato d'Asia per club 1987-88

      Retrocesse in Japan Soccer League Division 2 1987-88

Note:
Due punti a vittoria, uno a pareggio, zero a sconfitta.

### JSL Division 2

#### Primo turno
Girone est
|  | Pos. | Squadra         | Pt | G  | V  | N | P  | GF | GS | DR  |
|  | ---- | --------------- | -- | -- | -- | - | -- | -- | -- | --- |
|  | 1.   | Toshiba         | 23 | 14 | 10 | 3 | 1  | 24 | 7  | +17 |
|  | 2.   | Sumitomo Metals | 21 | 14 | 9  | 3 | 2  | 36 | 9  | +27 |
|  | 3.   | Kofu Club       | 15 | 14 | 6  | 3 | 5  | 15 | 15 | 0   |
|  | 4.   | Cosmo Oil       | 14 | 14 | 5  | 4 | 5  | 17 | 15 | +2  |
|  | 5.   | ANA Yokohama    | 13 | 14 | 4  | 5 | 5  | 20 | 18 | +2  |
|  | 6.   | Fujitsu         | 13 | 14 | 6  | 1 | 7  | 16 | 20 | -4  |
|  | 7.   | Toho Titanium   | 12 | 14 | 3  | 5 | 6  | 13 | 19 | -6  |
|  | 8.   | TDK             | 1  | 14 | 0  | 1 | 13 | 8  | 46 | -38 |

Girone ovest
|  | Pos. | Squadra        | Pt | G  | V | N | P  | GF | GS | DR  |
|  | ---- | -------------- | -- | -- | - | - | -- | -- | -- | --- |
|  | 1.   | Tanabe Pharma  | 23 | 14 | 9 | 5 | 0  | 22 | 5  | +17 |
|  | 2.   | Toyota Motors  | 20 | 14 | 9 | 2 | 3  | 33 | 15 | +18 |
|  | 3.   | Osaka Gas      | 19 | 14 | 6 | 7 | 1  | 20 | 13 | +7  |
|  | 4.   | Seino          | 16 | 14 | 7 | 2 | 5  | 14 | 12 | +2  |
|  | 5.   | Nippon Steel   | 15 | 14 | 7 | 1 | 6  | 23 | 15 | +8  |
|  | 6.   | Kyoto Police   | 8  | 14 | 3 | 2 | 9  | 15 | 34 | -19 |
|  | 7.   | Kawasaki Steel | 6  | 14 | 2 | 2 | 10 | 16 | 30 | -14 |
|  | 8.   | NTT Kansai     | 5  | 14 | 1 | 3 | 10 | 12 | 31 | -19 |

Legenda:

      Ammessa al gruppo promozione
Note:
Due punti a vittoria, uno a pareggio, zero a sconfitta.

#### Secondo turno
Gruppo promozione
|  | Pos. | Squadra         | Pt | G  | V | N | P | GF | GS | DR  |
|  | ---- | --------------- | -- | -- | - | - | - | -- | -- | --- |
|  | 1.   | Sumitomo Metals | 22 | 14 | 9 | 4 | 1 | 20 | 4  | +16 |
|  | 2.   | Toyota Motors   | 16 | 14 | 6 | 4 | 4 | 19 | 12 | +7  |
|  | 3.   | Tanabe Pharma   | 14 | 14 | 3 | 8 | 3 | 11 | 9  | +2  |
|  | 4.   | Seino           | 14 | 14 | 4 | 6 | 4 | 9  | 11 | -2  |
|  | 5.   | Toshiba         | 13 | 14 | 4 | 5 | 5 | 12 | 11 | +1  |
|  | 6.   | Osaka Gas       | 12 | 14 | 5 | 2 | 7 | 12 | 20 | -8  |
|  | 7.   | Kofu Club       | 11 | 14 | 5 | 1 | 8 | 12 | 15 | -3  |
|  | 8.   | Cosmo Oil       | 10 | 14 | 3 | 4 | 8 | 8  | 21 | -13 |

Gruppo retrocessione (est)
|  | Pos. | Squadra       | Pt | G | V | N | P | GF | GS | DR  |
|  | ---- | ------------- | -- | - | - | - | - | -- | -- | --- |
|  | 1.   | Fujitsu       | 24 | 6 | 5 | 1 | 0 | 37 | 26 | +11 |
|  | 2.   | ANA Yokohama  | 20 | 6 | 3 | 1 | 2 | 33 | 30 | +3  |
|  | 3.   | Toho Titanium | 16 | 6 | 2 | 2 | 2 | 21 | 29 | -8  |
|  | 4.   | TDK           | 11 | 6 | 1 | 1 | 4 | 20 | 54 | -34 |

Gruppo retrocessione (ovest)
|  | Pos. | Squadra        | Pt | G | V | N | P | GF | GS | DR  |
|  | ---- | -------------- | -- | - | - | - | - | -- | -- | --- |
|  | 1.   | Nippon Steel   | 23 | 6 | 4 | 0 | 2 | 37 | 22 | +15 |
|  | 2.   | Kawasaki Steel | 13 | 6 | 3 | 1 | 2 | 29 | 39 | -10 |
|  | 3.   | NTT Kansai     | 11 | 6 | 3 | 0 | 3 | 25 | 40 | -15 |
|  | 4.   | Kyoto Police   | 11 | 6 | 1 | 1 | 4 | 20 | 54 | -34 |

Legenda:

      Promossa in Japan Soccer League Division 1 1987-88

      Retrocessa nei campionati regionali
Note:
Due punti a vittoria, uno a pareggio, zero a sconfitta.
Il Kyoto Police retrocesse in virtù di una peggior differenza reti rispetto a quella del NTT Kansai.

## Risultati

### Tabellone
Division 1
|                     | Yom  | Nkk  | MHI  | Fur  | Nis  | Yan  | Maz  | Fuj  | Hon  | Yam  | Mat  | Hit  |
| ------------------- | ---- | ---- | ---- | ---- | ---- | ---- | ---- | ---- | ---- | ---- | ---- | ---- |
| Yomiuri             | –––– | 1-1  | 1-0  | 1-1  | 2-1  | 1-0  | 0-1  | 4-1  | 1-1  | 3-0  | 4-1  | 3-1  |
| Nippon Kokan        | 0-0  | –––– | 2-1  | 1-0  | 1-0  | 0-0  | 2-0  | 1-2  | 3-0  | 1-1  | 2-0  | 4-1  |
| Mitsubishi HI       | 1-3  | 0-0  | –––– | 3-1  | 2-0  | 2-1  | 0-0  | 1-1  | 2-1  | 0-0  | 3-0  | 1-0  |
| Furukawa Electric   | 1-1  | 3-2  | 0-0  | –––– | 2-1  | 1-2  | 0-0  | 1-1  | 1-1  | 1-0  | 3-0  | 0-1  |
| Nissan Motors       | 2-1  | 2-1  | 1-1  | 0-1  | –––– | 0-2  | 2-0  | 4-0  | 2-1  | 0-1  | 4-4  | 4-0  |
| Yanmar Diesel       | 2-1  | 2-3  | 0-0  | 0-2  | 0-3  | –––– | 1-1  | 0-2  | 1-0  | 2-1  | 2-1  | 1-0  |
| Mazda               | 0-0  | 1-0  | 1-1  | 1-0  | 1-1  | 1-1  | –––– | 0-2  | 3-0  | 0-0  | 1-1  | 1-1  |
| Fujita              | 0-2  | 0-1  | 0-1  | 0-1  | 0-0  | 0-0  | 0-2  | –––– | 1-0  | 0-0  | 3-0  | 5-1  |
| Honda Motors        | 1-1  | 1-2  | 1-1  | 0-1  | 3-1  | 0-0  | 2-0  | 1-0  | –––– | 1-0  | 1-0  | 1-1  |
| Yamaha Motors       | 0-2  | 0-0  | 0-0  | 1-3  | 0-3  | 0-0  | 0-0  | 1-2  | 1-1  | –––– | 3-2  | 2-1  |
| Matsushita Electric | 2-1  | 1-2  | 0-1  | 1-0  | 0-2  | 2-2  | 3-2  | 1-1  | 1-1  | 0-0  | –––– | 2-0  |
| Hitachi             | 1-2  | 1-1  | 1-2  | 0-3  | 1-2  | 1-2  | 0-1  | 0-3  | 1-2  | 0-0  | 0-1  | –––– |

Division 2 (gruppo est)
|                 | Tos  | Sum  | Kof  | Cos  | ANA  | Fuj  | Toh  | TDK  |
| --------------- | ---- | ---- | ---- | ---- | ---- | ---- | ---- | ---- |
| Toshiba         | –––– | 1-0  | 1-0  | 2-1  | 0-0  | 0-2  | 0-0  | 8-0  |
| Sumitomo Metals | 2-2  | –––– | 3-0  | 0-0  | 2-2  | 2-0  | 5-0  | 6-1  |
| Kofu Club       | 0-1  | 2-1  | –––– | 0-0  | 3-2  | 1-2  | 2-1  | 1-1  |
| Cosmo Oil       | 1-2  | 0-2  | 0-1  | –––– | 0-2  | 4-2  | 5-2  | 1-0  |
| ANA Yokohama    | 1-2  | 1-3  | 0-2  | 1-1  | –––– | 2-1  | 1-1  | 5-1  |
| Fujitsu         | 0-1  | 0-5  | 1-1  | 0-1  | 1-0  | –––– | 1-0  | 3-1  |
| Toho Titanium   | 0-1  | 0-1  | 1-0  | 1-1  | 0-0  | 2-0  | –––– | 2-1  |
| TDK             | 0-3  | 0-4  | 1-2  | 0-2  | 1-3  | 0-3  | 1-3  | –––– |

Division 2 (gruppo ovest)
|                | Tan  | Toy  | Osa  | Sei  | Nip  | Kyo  | Kaw  | NTT  |
| -------------- | ---- | ---- | ---- | ---- | ---- | ---- | ---- | ---- |
| Tanabe Pharma  | –––– | 2-2  | 1-1  | 1-0  | 1-0  | 1-0  | 2-0  | 3-0  |
| Toyota Motors  | 0-3  | –––– | 1-1  | 2-1  | 2-0  | 3-0  | 3-2  | 3-0  |
| Osaka Gas      | 0-0  | 2-5  | –––– | 2-0  | 1-0  | 1-1  | 3-0  | 3-1  |
| Seino          | 0-0  | 1-0  | 0-1  | –––– | 1-0  | 3-1  | 1-0  | 1-1  |
| Nippon Steel   | 1-2  | 2-0  | 1-1  | 3-1  | –––– | 4-0  | 2-3  | 3-1  |
| Kyoto Police   | 0-4  | 1-6  | 2-2  | 1-2  | 0-2  | –––– | 3-2  | 3-1  |
| Kawasaki Steel | 1-2  | 0-2  | 1-1  | 0-2  | 0-2  | 1-3  | –––– | 3-3  |
| NTT Kansai     | 0-0  | 0-4  | 0-1  | 0-1  | 2-3  | 2-0  | 1-3  | –––– |

Division 2 (gruppo promozione)
|                 | Sum  | Toy  | Tan  | Sei  | Tos  | Osa  | Kof  | Cos  |
| --------------- | ---- | ---- | ---- | ---- | ---- | ---- | ---- | ---- |
| Sumitomo Metals | –––– | 1-0  | 0-0  | 0-0  | 1-0  | 3-0  | 2-0  | 2-0  |
| Toyota Motors   | 1-1  | –––– | 3-2  | 0-1  | 0-0  | 2-3  | 1-0  | 2-0  |
| Tanabe Pharma   | 0-0  | 0-0  | –––– | 0-0  | 1-0  | 0-1  | 2-0  | 1-1  |
| Seino           | 1-4  | 0-2  | 2-2  | –––– | 0-0  | 0-0  | 1-0  | 0-1  |
| Toshiba         | 1-0  | 1-2  | 0-0  | 0-1  | –––– | 2-0  | 2-1  | 1-1  |
| Osaka Gas       | 1-2  | 2-1  | 1-0  | 0-2  | 2-2  | –––– | 0-3  | 0-1  |
| Kofu Club       | 0-2  | 1-1  | 0-2  | 1-0  | 0-2  | 2-0  | –––– | 2-0  |
| Cosmo Oil       | 0-2  | 0-4  | 1-1  | 1-1  | 2-1  | 0-2  | 0-2  | –––– |

Division 2 (gruppo retrocessione est)
|               | Fuj  | ANA  | Toh  | TDK  |
| ------------- | ---- | ---- | ---- | ---- |
| Fujitsu       | –––– | 3-2  | 2-0  | 7-0  |
| ANA Yokohama  | 2-6  | –––– | 1-1  | 3-0  |
| Toho Titanium | 1-1  | 1-3  | –––– | 3-2  |
| TDK           | 1-2  | 1-2  | 1-2  | –––– |

Division 2 (gruppo retrocessione ovest)
|                | Nip  | Kaw  | NTT  | Kyo  |
| -------------- | ---- | ---- | ---- | ---- |
| Nippon Steel   | –––– | 2-1  | 4-2  | 5-0  |
| Kawasaki Steel | 2-1  | –––– | 1-4  | 2-2  |
| NTT Kansai     | 0-2  | 0-1  | –––– | 5-0  |
| Kyoto Police   | 2-0  | 0-6  | 1-2  | –––– |

### Playoff Division 2 (8º-16º posto)
|                |                        |               | Città e data  |
| -------------- | ---------------------- | ------------- | ------------- |
| Nippon Steel   | 3-3 (dts) 4-2 (d.c.r.) | Fujitsu       | 29 marzo 1987 |
| Kawasaki Steel | 4-2                    | ANA Yokohama  | 29 marzo 1987 |
| NTT Kansai     | 3-0                    | Toho Titanium | 28 marzo 1987 |
| TDK            | 5-0                    | Kyoto Police  | 28 marzo 1987 |

## Statistiche

### Classifica in divenire
Division 1
| [ 1 ] [ 7 ]         | 1ª     | 2ª | 3ª | 4ª | 5ª | 6ª | 7ª | 8ª | 9ª | 10ª | 11ª | 12ª | 13ª | 14ª | 15ª | 16ª | 17ª | 18ª | 19ª | 20ª | 21ª | 22ª |    |
| ------------------- | ------ | -- | -- | -- | -- | -- | -- | -- | -- | --- | --- | --- | --- | --- | --- | --- | --- | --- | --- | --- | --- | --- | -- |
| [ 1 ] [ 7 ]         | Fujita | 0  | 2  | 4  | 5  | 5  | 5  | 6  | 7  | 9   | 9   | 10  | 12  | 14  | 15  | 17  | 18  | 18  | 18  | 20  | 20  | 20  | 22 |
| Furukawa Electric   | 0      | 0  | 0  | 0  | 1  | 3  | 5  | 7  | 9  | 10  | 12  | 14  | 16  | 18  | 19  | 21  | 22  | 22  | 23  | 23  | 25  | 26  |    |
| Hitachi             | 2      | 2  | 2  | 2  | 2  | 2  | 2  | 2  | 2  | 3   | 3   | 3   | 3   | 4   | 4   | 4   | 4   | 4   | 4   | 5   | 5   | 6   |    |
| Honda Motor         | 1      | 1  | 2  | 2  | 3  | 5  | 5  | 5  | 5  | 6   | 8   | 8   | 9   | 10  | 12  | 14  | 14  | 14  | 15  | 17  | 19  | 20  |    |
| Matsushita Electric | 0      | 2  | 2  | 4  | 5  | 6  | 6  | 6  | 7  | 7   | 8   | 8   | 8   | 9   | 11  | 13  | 13  | 13  | 15  | 15  | 16  | 16  |    |
| Mazda               | 2      | 3  | 5  | 6  | 6  | 6  | 7  | 9  | 10 | 12  | 13  | 13  | 13  | 14  | 14  | 15  | 17  | 18  | 18  | 19  | 21  | 23  |    |
| Mitsubishi HI       | 1      | 3  | 3  | 5  | 7  | 9  | 11 | 13 | 14 | 14  | 16  | 17  | 18  | 19  | 20  | 21  | 23  | 25  | 26  | 27  | 27  | 28  |    |
| Nippon Kokan        | 2      | 4  | 6  | 7  | 9  | 10 | 12 | 12 | 12 | 14  | 16  | 18  | 19  | 20  | 21  | 21  | 22  | 24  | 26  | 28  | 28  | 29  |    |
| Nissan Motors       | 2      | 3  | 5  | 5  | 5  | 5  | 6  | 8  | 9  | 11  | 11  | 13  | 15  | 15  | 15  | 17  | 17  | 19  | 21  | 23  | 23  | 24  |    |
| Yamaha Motors       | 1      | 1  | 1  | 2  | 2  | 3  | 3  | 3  | 5  | 6   | 7   | 8   | 8   | 10  | 11  | 11  | 12  | 13  | 14  | 16  | 17  | 17  |    |
| Yanmar Diesel       | 1      | 1  | 1  | 2  | 4  | 6  | 7  | 7  | 7  | 7   | 8   | 10  | 11  | 13  | 13  | 15  | 16  | 17  | 18  | 20  | 22  | 24  |    |
| Yomiuri             | 0      | 2  | 3  | 4  | 5  | 7  | 9  | 11 | 13 | 15  | 16  | 18  | 20  | 21  | 22  | 23  | 25  | 27  | 27  | 27  | 29  | 29  |    |

### Classifiche di rendimento
| Andata              | Andata | Ritorno             | Ritorno |
|                     |        |                     |         |
| Nippon Kokan        | 16     | Yanmar Diesel       | 15      |
| Yomiuri             | 15     | Yomiuri             | 14      |
| Mitsubishi HI       | 15     | Furukawa Electric   | 14      |
| Mazda               | 13     | Nippon Kokan        | 13      |
| Furukawa Electric   | 12     | Mitsubishi HI       | 13      |
| Nissan Motors       | 11     | Nissan Motors       | 13      |
| Matsushita Electric | 10     | Fujita              | 12      |
| Fujita              | 10     | Honda               | 12      |
| Yamaha Motors       | 10     | Mazda               | 10      |
| Yanmar Diesel       | 9      | Yamaha Motors       | 7       |
| Honda Motor         | 8      | Matsushita Electric | 6       |
| Hitachi             | 3      | Hitachi             | 3       |

| Casa                | Casa | Trasferta           | Trasferta |
|                     |      |                     |           |
| Yomiuri             | 17   | Furukawa Electric   | 13        |
| Nippon Kokan        | 17   | Fujita              | 13        |
| Mitsubishi HI       | 16   | Yomiuri             | 12        |
| Nissan Motors       | 14   | Nippon Kokan        | 12        |
| Furukawa Electric   | 13   | Mitsubishi HI       | 12        |
| Mazda               | 13   | Yanmar Diesel       | 12        |
| Yanmar Diesel       | 12   | Honda Motor         | 11        |
| Matsushita Electric | 12   | Nissan Motors       | 10        |
| Honda Motor         | 9    | Mazda               | 10        |
| Fujita              | 9    | Yamaha Motors       | 8         |
| Yamaha Motors       | 9    | Matsushita Electric | 4         |
| Hitachi             | 2    | Hitachi             | 4         |

### Primati stagionali
| Record della Division 1 - Maggior numero di vittorie: Yomiuri e Nippon Kokan (11) - Minor numero di sconfitte: Mitsubishi HI (3) - Miglior attacco: Yomiuri e Nissan Motors (35) - Miglior difesa: Mitsubishi HI (14) - Miglior differenza reti: Yomiuri (+17) - Maggior numero di pareggi: Mazda (11) - Minor numero di pareggi: Hitachi e Nissan Motors (4) - Maggior numero di sconfitte: Hitachi (17) - Minor numero di vittorie: Hitachi (1) - Peggior attacco: Yamaha Motors (11) - Peggior difesa: Hitachi (43) - Peggior differenza reti: Hitachi (-30) | Record della Division 2 - Maggior numero di vittorie: Sumitomo Metals (18) - Minor numero di sconfitte: Sumitomo Metals (1) - Miglior attacco: Sumitomo Metals (56) - Miglior differenza reti: Sumitomo Metals (+43) - Maggior numero di pareggi: Tanabe Pharma (13) - Minor numero di pareggi: TDK (1) - Maggior numero di sconfitte: TDK (19) - Minor numero di vittorie: TDK (0) - Peggior attacco: TDK (13) - Peggior differenza reti: TDK (-52) |

### Classifica marcatori
| Gol |  |  | Giocatore          | Squadra           |
| --- |  |  | ------------------ | ----------------- |
| 14  |  |  | Toshio Matsuura    | Nippon Kokan      |
| 11  |  |  | Nobuhiro Takeda    | Yomiuri           |
| 11  |  |  | Hiroshi Yoshida    | Furukawa Electric |
| 11  |  |  | Kōichi Hashiratani | Nissan Motors     |
| 9   |  |  | Gaúcho             | Yomiuri           |
| 9   |  |  | Nobuyo Fujishiro   | Nippon Kokan      |

| Gol |  |  | Giocatore     | Squadra         |
| --- |  |  | ------------- | --------------- |
| 11  |  |  | Kazuhiro Mogi | Sumitomo Metals |